# Síndrome de Fregoli
La síndrome de Fregoli o el deliri dels dobles és un trastorn rar de la categoria de les psicosis que consisteix en un deliri al qual el pacient creu que persones conegudes de fet són encarnacions d'una tercera persona per la qual se sent perseguit o que aquesta tercera persona s'ha disfressat i ha impersonat persones familiars. Sovint té un caràcter paranoide i en certs casos pot ser causat per lesions cerebrals. Requereix tractament psiquiàtric.
El síndrome de Fregoli està classificat tant com un deliri monotemàtic, ja que només abasta un sol tema, i com una síndrome de mala identificació delirant, una classe de deliris en que s'identifiquen incorrectament persones, llocs o objectes
Va ser descrit la primera vegada per Courbon i Fall el 1927. Va ser denominat així en record de Leopoldo Fregoli (1867-1936), actor italià de principis del segle XX reconegut pel seu talent d'interpretar simultàniament diverses persones al teatre. Existeixen pocs estudis epidemiològics, però en la literatura mèdica no hi ha dubtes sobre la seva tendència a la cronicitat i el seu mal pronòstic.
És un símptoma de falsa identificació que s'ha descrit en el 23-50% dels pacients amb demència.